# Fuente Palmera
Fuente Palmera es un municipio español situado en la provincia de Córdoba, Andalucía. Una parte de su territorio, la pedanía de El Villar, conforma un enclave rodeado de terrenos de la provincia de Sevilla. En la actualidad el municipio es conocido por tener una gran industria y por su comercio, dedicado a la actividad de vestidos de novia.
En 2019 contaba con una población de 9783 habitantes, sumando los habitantes de las aldeas que componen la colonia de Fuente Palmera. De estos, 4886 son mujeres y 4897 son hombres.
Su extensión superficial es de 65,47 km² y tiene una densidad de 149,43 hab/km². Se encuentra situado en la comarca del Valle Medio del Guadalquivir, a una altitud de 158 metros y a 45 kilómetros de la capital de provincia, Córdoba. Destaca principalmente por sus fiestas, ferias y comercios.

## Toponimia
Se entiende que el término Fuente Palmera proviene de la fuente histórica junto a la cual se fundó el núcleo de población y de la presencia de palmares de palmas silvestres en la zona. No se debe confundir, en este caso, y para la formación del nombre, palmera con palmito (Chamaerops humilis). Documentos históricos, como el Catastro de Ensenada, atestiguan la existencia del topónimo antes de la colonización de Carlos III.

## Geografía
Su emplazamiento se encuentra dentro del Valle Medio del Guadalquivir, y concretamente en el llamado Desierto de La Parrilla, una zona con tendencia desértica pero rica en cultivos de regadío, muy cerca de los ríos Guadalquivir y Genil.

### Clima
Tiene un clima mediterráneo continentalizado, con influencias atlánticas. La sequía estival es normalmente muy acusada. De acuerdo con la clasificación climática de Köppen el clima del municipio podría definirse como Csa.

## Historia
El río Guadalquivir, que limita por su parte norte en la aldea de Ochavillo del Río, ha sido testigo y protagonista de la cultura de nuestros antepasados y ha constituido históricamente un gran corredor paso natural de la vía de comunicación más importante que enlazaba Andalucía con la Meseta. Muestra de ello son los restos encontrados en La Herrería.

### Prehistoria
De épocas prehistóricas, se hallaron casualmente en 1950 y 1954 unos vasos campaniformes en la finca de El Bramadero a tan solo 2 km de Fuente Palmera, encontradas en tumbas de la primera parte de la Edad de los Metales. Uno de estos recipientes apareció en magnífico estado de conservación acompañado de un puñal metálico, que hoy se exhiben en el Museo Arqueológico Provincial de Córdoba.
También hay noticias del hallazgos de útiles prehistóricos en La Ventilla. De todas maneras la proximidad del antes mencionado Bramadero y de localizaciones de yacimientos en zonas colindantes, (Posadas, Palma del Río, Hornachuelos) da pie a pensar que más bien lo que existe es una carencia de información más que una ausencia de Estaciones Prehistóricas.

### Edad Antigua
De la Edad Antigua, cuando el Betis (Guadalquivir) era navegable y las balsas el medio de comunicación entre los dos márgenes de este. Confirmado esto por el hallazgo de escorias argentífero dentro de los límites de la aldea de la Herrería.
Y en lo que hoy es el núcleo de Fuente Palmera se han encontrado vestigios y sepulturas cubiertas con gruesas losas de barro, algunos investigadores han querido ver en estos hallazgos la antigua Detumo (Décuma) que Plinio señalara en la orilla izquierda del Guadalquivir.
Durante esta época se dio una fuerte implantación rural que puede constatarse por los restos de villae aparecidos en los cortijos de Casa Blanca, Soto del Rey, Santa Magdalena, Molino de San José, etc. Las principales actividades económicas desarrolladas fueron las derivadas del cultivo del olivo. Y de la producción y comercialización del aceite, como nos confirma la aparición de un centro de producción de ánforas en el cortijo de la Corregidora y en el barranco del Picacho, donde junto con abundantes restos de ánforas, destinadas al envasado de aceite se han encontrado los hornos cerámicos donde fueron fabricadas.
Finalmente se han encontrado tan bien restos de necrópolis y materiales que indican que alguno de estos yacimientos perduraron al menos hasta Época Visigoda.

### Edad Media
Existen algunos testimonios de la actividad humana durante estos siglos en las tierras de La Colonia, como monedas y utensilios, además de vasijas.

### Edad Moderna
La actual Colonia se fundó en 1768, bajo el reinado de Carlos III.
El pueblo de Fuente Palmera, fue establecido en un palmar existente en un descansadero o abrevadero de ganados, que existía en la vía pecuaria, que partiendo del río Genil, conduce a la carretera general Córdoba-Sevilla.
El subdelegado de las nuevas poblaciones de Andalucía, Fernando de Quintanilla visitó lo que hoy conforma el territorio de Fuente Palmera emitiendo un informe detallado de las posibilidades que ofrecía la tierra para su colonización: «se podría colocar 300 colonos; la tierra era de buena calidad; la población se instalaría donde estaba la fuente palmera; se podría poner una iglesia con alguna ermita y se necesitaría un director ágil y activo por lo extenso del terreno».
La colonia de Fuente Palmera nace como muchos otros pueblos de Andalucía en el empuje renovador del reinado de Carlos III.
En un momento de expansión de las ideas de las ilustración surge la colonización. Algunos de los factores que influyeron en ello fueron:
- La despoblación existente en ciertas zonas de Andalucía
- La inseguridad patente en los desiertos interiores en el camino Madrid-Cádiz y en bandolerismo de la zona.
- El deseo de crear una sociedad ideal sin privilegios
- Resolver el problema agrario meridional

Se trataba de colonizar tierras deshabitadas y ponerlas en explotación, en definitiva construir una nueva sociedad que reflejase todas las ideas y conceptos desarrollados y proyectados por los reformadores ilustrados; y que pudiera servir de modelo a las restantes localidades españolas.
La colonización, hija de Thürriegel y el peruano Don Pablo de Olavide y Jáuregui, fue todo un experimento social o un ensayo de sociedad ideal. Estos colonos debían ser extranjeros para que el experimento guardara su pureza y como requisito indispensable que fueran de religión católica.

Se proyectaba construir una sociedad modélica no afectada por aspectos negativos que tenía la antigua sociedad, especialmente en el plano económico.

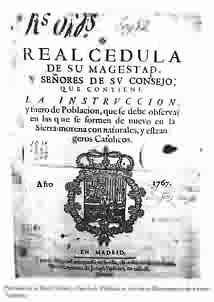
Real Cédula de 1767

A finales de agosto de 1767 se había comenzado en Sierra Morena la fundación efectiva de las nuevas poblaciones. Cada colonia debía contar con 15, 20 o 30 casas, pero estos hogares no siempre se encontrarían agrupados en torno a unas instalaciones comunes, sino que muchas estarían diseminadas, junto a sus suertes de labor, asignadas para que las pudieran cultivar de sol a sol, sin perder tiempo en desplazarse de la vivienda al lugar de trabajo.
El fuero de las poblaciones será el marco teórico de la construcción de una sociedad racional y progresiva. En él se reflejaran todas las medidas necesarias para proteger al colono y proporcionar su adaptación al medio. Su objetivo es realmente instaurar una sociedad sin órdenes religiosas, sin mayorazgos, manos muertas y privilegios.
El fuero de población para las nuevas poblaciones de Sierra Morena y Andalucía tuvo vigencia desde su promulgación, acaecida el 5 de julio de 1767, hasta la fecha de su derogación llevada a cabo, por la reina regente María Cristina el 5 de marzo de 1835 conocemos que el gobierno de las colonias atravesó por altibajos con etapas de florecimiento junto a otras en las que el fuero fue casi nulo o estuvo a punto de desaparecer. Entre estas últimas, tuvo dos etapas en las que el fuero fue derogado: una durante la dominación francesa y otra durante el Trienio Constitucional.
Muchos de estos extranjeros murieron entre otras causas por inadaptación al medio, al clima y a enfermedades, como la epidemia de fiebres terciarias (paludismo) que acabó con más de la mitad de la población, por lo que gobierno decide un segundo planteamiento de la colonización incluyendo en esta ocasión a familias españolas que procedían principalmente de localidades cercanas, aunque también había alguna familia de Valencia, Aragón y Cataluña.
La distribución de los colonos se hizo respetando su origen, de esta manera aparecen varios núcleos de población:
- En Fuente Palmera, Cañada de Rabadán y el Villar predominan las familias españolas.
- En La Ventilla y Peñalosa existía una mayoría de alemanes
- En Villalón y La Herrería habitaba únicamente una familia española.
- En Ochavillo del Río abundaban los franceses e italianos.
- En Silillos predominaban los suizos e italianos.

No todas las aldeas fueron establecidas simultáneamente. En 1769 solo existían cinco (Ventilla, Peñalosa, Herrería, Silillos y Fuente Carreteros) y en 1779, siete (Ventilla, Peñalosa, Herrería, Aldea del Río, Villalón, Silillos y Fuente Carreteros).
Quedaba así la tierra distribuida en pequeñas propiedades y minifundios que aún hoy se conserva en forma de pequeños grupos de población.
El experimento social no tuvo los resultados más deseados y pronto aparecieron los conflictos entre los diferentes núcleos de la colonia de Fuente Palmera, las causas principales fueron las diferencias culturales y económicas.
Este malestar social se tradujo en un movimiento encabezado por Fray Romualdo de Friburgo y que terminó con la expulsión de los capuchinos alemanes que atendían espiritualmente a los colonos.
El proyecto de La Colonización y su Fuero llegan a su fin en 1835 época en la que la Santa Inquisición juzga a su principal creador, Pablo Antonio de Olavide, destituyéndolo del cargo de Superintendente.
Las características que poseían y que adoptaron estas primeras colonias fueron las causantes de una mala distribución y explotación de la tierra y del pobre desarrollo cultural de sus habitantes.
Diccionario de Madoz:
En 1845 Fuente Palmera contaba con 314 casas de las cuales 182 construidas con ramas, y las restantes de tejas. Cuente con Pósito, Cárcel, Escuela de Primeras Letras concurrida por 41 alumnos, cuyo maestro está dotado con 1,400 reales anuales, otra de niñas a la que concurren 30 discípulas gozando la maestra de 730 reales de dotación...
La iglesia parroquial Nuestra Señora de la Concepción está servida por un cura párroco, un teniente de cura, un sacristán, un organista y un acólito...
En el término se encuentra 10 fuentes de buenas aguas, de las que se surte el vecindario para su consumo doméstico, sirviendo además para abrevadero de los ganados...
La Correspondencia se recibe de La Carlota por un conductor pagado por el Ayuntamiento, los martes y los sábados, saliendo los mismos días.
Producción; Aceitunas, bellotas, cebada, trigo, habas y legumbres; Ganado vacuno, yeguar, asnal, cabrio y de cerda; y de caza conejo y perdices; Industria, la agrícola: dos fábricas de jabón blanco y un molino de aceite...
Población, 386 vecinos, 1.550 almas... el presupuesto municipal asciende a 13.285 reales...

### Edad Contemporánea
- Entre sus funciones principales, La Colonia de Fuente Palmera como las otras nuevas poblaciones que rodeaban a Écija, era hacer frente a las acciones de los bandoleros, es por esta razón por la que aparece con frecuencia la villa en los anales del bandolerismo hasta principios del siglo XIX.

- A pesar de los datos que se publican en el catastro a comienzos del siglo XX en la que nos encontramos un bajo nivel de concentración de propiedad agraria, en comparación con los pueblos vecinos, la colonia no era ajena a los problemas de bandolerismo (mencionados anteriormente), caciquismo, conflictividad campesina e inestabilidad política municipal que estaban a la orden del día.

- Durante la época de la Restauración Fuente Palmera se incorpora a los movimientos huelguísticos que afectan cíclicamente a la provincia. En 1882-1883, 1905 y sobre todo 1918-1920, momentos en los que se articulan organizaciones como La Razón Obrera.

- Pasada la Segunda República y a comienzos de la Guerra Civil, desde el 18 de julio hasta finales del mes de agosto cuando entraron las fuerzas nacionalistas en el pueblo, la Colonia estuvo controlada por el gobierno de la República, distinguiéndose en su defensa el popular José Bernete El Chimeno.

- En los años de la posguerra y de la etapa franquista, la Colonia sufrió una gran emigración y muchos de los colonos se trasladaron principalmente por cuestiones laborales a Cataluña y a países centroeuropeos. Así pues encontramos estimaciones de emigración permanente a Europa en el período 1966-1969 de 256 colonos (30 Francia, 19 Suiza y 207 Alemania) y de 1390 colonos aproximadamente en el período 1961-1980 (Las cifras del Instituto Español de Emigración nunca concuerdan con el número real de emigrados pues no todos eran controlados por este organismo).[5]

## Demografía
Fuente Palmera cuenta con una población de 9907 habitantes (INE 2024).
| Gráfica de evolución demográfica de Fuente Palmera entre 1842 y 2021 |
| |
| Población de derecho según los censos de población del INE Población de hecho según los censos de población del INEEntre el censo de 1857 y el anterior, disminuye el término del municipio porque transfiere la entidad de San Calisto a Hornachuelos |

Parte de la población se sitúa en núcleos como Cañada del Rabadán, La Herrería, Ochavillo del Río, La Peñalosa, Silillos, La Ventilla, Villalón y Villar.

## Economía
- Agricultura: cultivos de regadío en la vega y de secano en la zona de campiña (olivar, cereales ...)
- Textil: Conocida en toda Andalucía con el nombre popular de «pueblo de las novias», Fuente Palmera concentra junto a la plaza Real y a la calle Portales varias tiendas especializadas en vestidos de novia y demás trajes para bodas, además de trajes para comuniones y fiesta.
- Quesería: La localidad cuenta con una quesería creada en 2006 que lleva 40 años como recolectora de leche: Productos Lácteos Artesanales SL, y que desde 2016 ha logrado acumular medallas en cada edición del concurso mundial de quesos World Cheese Awards, además de haber logrado primeros premios en varias ediciones del Concurso Nacional de Quesos de Cabra TAFEBE. También ha logrado un 3.er premio en el importante concurso de quesos artesanos de la Villa Condal de Teba, Málaga. Ha salido en distintos programas de Canal Sur: Tierra y Mar, programa de cocina Cómetelo del chef Enrique y en Emplead@s.[8]
- Otras: También tiene destacadas empresas dedicadas a la industria cárnica, la producción de muebles artesanales y otras empresas en distintos sectores, especialmente en la construcción, en ferrallas y en el congelado.
- Sector servicios: Funciona según las necesidades locales. Se está dando un aumento en la hostelería y en la restauración, debido a que hay una mayor demanda de tales servicios. También están apareciendo eventos como Finaga o El Simposium.

### Evolución de la deuda viva municipal
| Gráfica de evolución de Deuda viva del Ayuntamiento de Fuente Palmera entre 2008 y 2019                                |
| |
| Deuda viva del Ayuntamiento de Fuente Palmera en miles de Euros según datos del Ministerio de Hacienda y Ad. Públicas. |

## Símbolos y Patrimonio

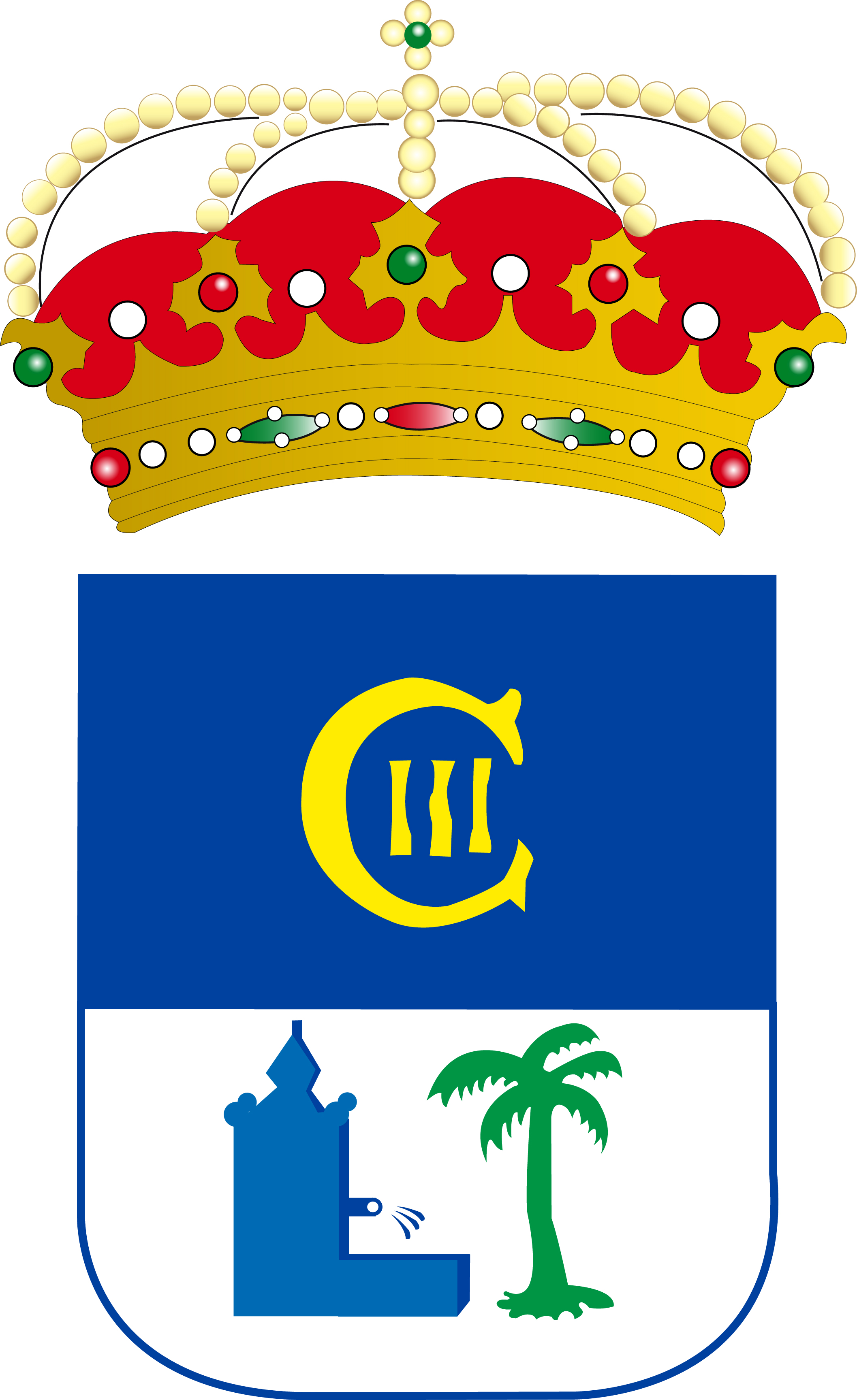
Escudo.

### Escudo
Es cortado: Primero, de azur, se pueden ver las siglas del rey Carlos III (Una C en cuyo interior se ha colocado el ordinal romano III) de oro; segundo, de plata, una fuente, de azur y una palmera arrancada de sinople, en faja. Al timbre, Corona Real cerrada. El primer cuartel hace referencia a Carlos III "CIII" fundador de la localidad, ya que fue creado bajo el Fuero de Nuevas Poblaciones de Andalucía. El segundo cuartel se comportaría como armas parlantes.

### Bandera
Es rectangular, de tres franjas horizontales: verde la superior, blanca la central y roja la inferior. En 2016 se revisa su diseño hasta obtener el definitivo. Desde 2017 se usa oficialmente, tras su aprobación en pleno municipal.
Patrimonio Monumental
Destacan los tres edificios situados en la plaza Real (de la época fundacional de la Colonia en el siglo XVIII)
- Casa consistorial.
- El Pósito.
- La iglesia de la Purísima Concepción.
- Fuentes Carolinas del S. XVIII (tanto en la colonia como en las aldeas).
- Casas coloniales (quedan algunas repartidas por la localidad. Son de factura sencilla de tapial o ladrillo y blanqueadas con cal)

## Administración y política

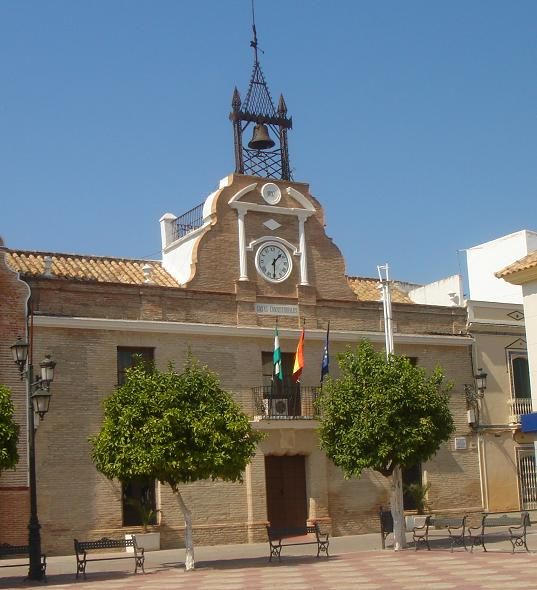
Casa consistorial

Actualmente, el alcalde de Fuente Palmera es Francisco Javier Ruiz Moro, de IU-LV-CA, que gobierna con mayoría absoluta, desde las elecciones municipales españolas de 2019.
| Legislatura      | Nombre                                             | Grupo    |
| ---------------- | -------------------------------------------------- | -------- |
| 1979-1983        | Antonio Díaz Aguilar                               | PSOE-A   |
| 1983-1987        | Antonio Díaz Aguilar (hasta 1984) José Espejo Vega | PSOE-A   |
| 1987-1991        | Antonio Guisado Adame                              | PSOE-A   |
| 1991-1995        | Antonio Guisado Adame                              | PSOE-A   |
| 1995-1999        | Antonio Guisado Adame                              | PSOE-A   |
| 1999-2003        | Antonio Guisado Adame                              | PSOE-A   |
| 2003-2007        | Manuel García Reyes                                | OLIVO    |
| 2007-2011        | Juan Antonio Fernández Jiménez                     | PSOE-A   |
| 2011-2015        | Juan Antonio Fernández Jiménez                     | PSOE-A   |
| 2015-2019        | Francisco Javier Ruiz Moro                         | IU-LV-CA |
| 2019-en el cargo | Francisco Javier Ruiz Moro                         | IU-LV-CA |

Esta es la composición actual del pleno municipal:
- Izquierda Unida: 8 concejales
- Partido Socialista Obrero Español: 4 concejales
- Partido Popular: 1 concejal

## Servicios públicos

### Educación
Fuente Palmera cuenta con los siguientes centros educativos:
- Colegios de educación infantil y primaria:
  - CEP Federico García Lorca
- Escuelas infantiles y colegios de educación infantil:
  - CEI Arco Iris 1
  - CEI Dumbo
  - CEI Dumbo II
  - EI Juan María Rodríguez Lloret
  - EI Purísima Concepción
- Instituto de educación secundaria, cuenta con bachillerato y ciclos formativos:
  - IES Colonial
- Centro de educación permanente Mariana Pineda

### Sanidad
Fuente Palmera cuenta con los siguientes equipamientos del Servicio Andaluz de Salud (SAS):
- Centro de salud Fuente Palmera.[13]
- Consultorios en las pedanías de Cañada del Rabadán,[14] Ochavillo del Río[15] y El Villar.[16]

## Fiestas y eventos
- Día de la Patrona, Inmaculada Concepción (8 de diciembre)
- La Semana Santa.
- Los Carnavales.
- La Feria de la Colonia de Fuente Palmera (del 19 al 22 de agosto).
- El Baile de los Locos.
- El Aniversario de la Fundación de la Colonia de Fuente Palmera (5 de julio).

Algunas de las tradiciones de este pueblo son: las fiestas populares del día de Santiago Apóstol, romería de San Isidro, patrón del vecino y hermano pueblo de El Villar, donde un gran número de romeros de la Cañada peregrinan desde el pueblo hasta Los Arroyones, 12 km a través de los caminos rurales.

## Ciudades hermanadas
- Langayo (España)[cita requerida]
- Caprino (Italia)[17]